# 福岡県の市町村章一覧
福岡県の市町村章一覧（ふくおかけんのしちょうそんしょういちらん）は、福岡県内の市町村に制定されている、あるいは制定されていた市町村章の一覧である。なお、一覧の順序は全国地方公共団体コード順による。廃止された市町村章は廃止日から順に掲載している。

## 市部
| 市       | 市章 | 由来                                                                                          | 制定日                   | 備考 |
| -------- | ---- | --------------------------------------------------------------------------------------------- | ------------------------ | --- |
| 北九州市 |      | 全体をウメの花の歯車にして、中央部に「星」・「九」・「大」を図案化したもの                    | 1963年3月14日            | |
| 福岡市   |      | 九つの「フ」を図案化し、福が来るようにしたもの                                                | 1909年10月11日           | 「フ」を九つ組み合わせることで「福」を表す                                                                                    |
| 大牟田市 |      | 石炭を表し、外郭は大の字六つを以て囲み「大牟」を表し、 内部は円に十をもって「田」を表している | 1956年4月 （月日は不明） | 制定はされていないが、便宜上の制定はされている                                                                                |
| 久留米市 |      | 九つの「ル」と「米」を図案化したもの                                                          | 1911年9月13日            | |
| 直方市   |      | 「直」を図案化したもの                                                                        | 1932年7月26日            | 2代目の市章である 初代の市章を修正して指定色を継承。                                                                          |
| 飯塚市   |      | 当時の全国の自治体で111番目に市制施行しかつ「イイヅカ」を組み合わせて図案化したもの           | 2006年3月26日            | 旧飯塚市章として1932年1月20日に制定され、新飯塚市に継承される                                                                 |
| 田川市   |      | 「田川」・タカの羽を図案化したもの                                                            | 1944年11月3日            | |
| 柳川市   |      | 「Y」を図案化したもの                                                                         | 2005年3月21日            | 2代目の市章である |
| 八女市   |      | 「八女」を表したもの                                                                          | 1955年10月20日           | |
| 筑後市   |      | 「ち」を図案化したもの                                                                        | 1954年10月1日            | 市民の協調を象徴したもの |
| 大川市   |      | 「大川」を三角形にして、鳥が翼を広げる形にして図案化したもの                                  | 1954年6月15日            | |
| 行橋市   |      | 「行」を図案化したもの                                                                        | 1954年10月10日           | 円満な市政を表すと同時に伸びゆく大樹と燃ゆる炎をも表し、 熱意のある市民の市として躍進と繁栄を象徴したもの                     |
| 豊前市   |      | 「ぶ」を舞鶴型に図案化したもの                                                                | 1955年11月3日            | |
| 中間市   |      | 半円を「ナ」・上部の半円が「カ」・中央部が「マ」を組み合わせて図案化したもの                  | 1958年11月1日            | |
| 小郡市   |      | 「小」を鳥の形に図案化したもの                                                                | 1959年10月15日           | 小郡町章として制定されて、市制施行後に継承される                                                                              |
| 筑紫野市 |      | 「ち」を図案化しかつ意匠化たもの                                                              | 1958年10月6日            | 筑紫野町章として制定されて、市制施行後に継承される                                                                            |
| 春日市   |      | 「春」と合口甕棺と勾玉に合わせて図案化したもの                                                | 1963年1月20日            | 1963年4月1日に再制定される 春日町章として制定されて、市制施行後に継承される                                                   |
| 大野城市 |      | 「大」を三角形にして図案化したもの                                                            | 1970年10月1日            | 全体を「大」の字で表して中心の三角形が「躍進」、両側の三角形が「協調」を表す 大野町章として制定されて、市制施行後に継承される |
| 宗像市   |      | 「m」と「g」を図案化したもの                                                                  | 2003年4月1日             | 赤色・緑色・青色が指定されている 2代目の市章である                                                                            |
| 太宰府市 |      | ウメの花の中央部に「大」を入れて図案化したもの                                                | 1982年4月1日             | 太宰府町制時は未制定であった                                                                                                  |
| 古賀市   |      | 「こ」を図案化し、腕を組んでいるように表したもの                                              | 1971年7月8日             | 2代目の古賀町章として制定され、市制施行に継承される                                                                           |
| 福津市   |      | 「F」を図案化したもの                                                                         | 2005年1月24日            | 橙色・青色・緑色が指定されている                                                                                              |
| うきは市 |      | 「う」を図案化し、翼を表したもの                                                              | 2005年3月20日            | |
| 宮若市   |      | 「み」を図案化したもの                                                                        | 2006年2月11日            | 緑色と橙色が指定されている |
| 朝倉市   |      | 「A」と「S」を図案化したもの                                                                  | 2006年3月20日            | 青色と緑色が指定されている |
| 嘉麻市   |      | 「か」を図案化したもの                                                                        | 2006年3月27日            | 赤色・緑色・青色が指定されている                                                                                              |
| みやま市 |      | 「M」を図案化したもの                                                                         | 2007年1月29日            | 花開くまちを表している 緑色が指定されている                                                                                   |
| 糸島市   |      | 「いと」を図案化したもの                                                                      | 2010年1月1日             | 青い海、美しい山並と自然、そこで生活する人々をモチーフにしている 緑色・赤色・青色が指定されている                             |
| 那珂川市 |      | 那珂川と「ナ」を表している                                                                    | 1973年8月10日            | 色は緑色が指定されている 制定前は未制定であった                                                                               |

## 町村部
| 郡     | 町村     | 町村章 | 由来                                                                     | 制定日        | 備考                                                      |
| ------ | -------- | ------ | ------------------------------------------------------------------------ | ------------- | --------------------------------------------------------- |
| 糟屋郡 | 宇美町   |        | 「ウミ」を組み合わせ、全体を鳥の翼に見立てて図案化したもの               | 1975年11月1日 |                                                           |
| 糟屋郡 | 篠栗町   |        | 「さ」を図案化したもの                                                   | 1975年11月    | 2代目の町章である                                         |
| 糟屋郡 | 志免町   |        | 「シメ」を鳩の形に図案化したもの                                         | 1979年4月1日  |                                                           |
| 糟屋郡 | 須恵町   |        | 「す」を飛ぶ鳥の形に図案化したもの                                       | 1973年3月1日  | 1973年5月20日に再制定される                               |
| 糟屋郡 | 新宮町   |        | 「し」を図案化し、二つの点は立花ミカンと玄界灘の魚を表したもの           | 1977年8月     | 制定前は未制定であった                                    |
| 糟屋郡 | 久山町   |        | 「ヒ」を図案化したもの                                                   | 1970年7月30日 | 色はコバルトブルーが指定されている 制定前は未制定であった |
| 糟屋郡 | 粕屋町   |        | 「か」を新しい感覚で鳥の形に意匠化したもの                               | 1983年12月7日 | 制定前は未制定であった                                    |
| 遠賀郡 | 芦屋町   |        | 外郭は四つの「ア」で「芦」・内側には「屋」を抽象的に図案化したもの       | 1974年2月19日 |                                                           |
| 遠賀郡 | 水巻町   |        | 遠賀川の水が三つ巴になり、渦巻きながら流れる様を「水巻」と図形化したもの | 1950年10月    |                                                           |
| 遠賀郡 | 岡垣町   |        | 「オ」を鳥の形に意匠化したもの                                           | 1971年7月28日 |                                                           |
| 遠賀郡 | 遠賀町   |        | 「オ」を意匠化したもの                                                   | 1972年4月1日  |                                                           |
| 鞍手郡 | 小竹町   |        | 「小竹」を意匠化したもの                                                 | 1938年1月1日  | 色は緑色が指定されている                                  |
| 鞍手郡 | 鞍手町   |        | 「くらて」を図案化したもの                                               | 1956年10月1日 | 1970年4月1日に再制定される                                |
| 嘉穂郡 | 桂川町   |        | 「ケ」を想像し、ケの三画目の線で「川」を表したもの                       | 1971年1月1日  |                                                           |
| 朝倉郡 | 筑前町   |        | 「ち」を基にしたもの                                                     | 2005年3月22日 | 色は赤色・青色・緑色が指定されている                      |
| 朝倉郡 | 東峰村   |        | 山里の智と技から創造する新しいむらづくりを想像したもの                   | 2005年3月28日 | 2005年2月9日に公表され、同年3月28日に制定される           |
| 三井郡 | 大刀洗町 |        | 「タ」を扇形かつ末広がりにして意匠化したもの                             | 1972年4月1日  | 制定前は未制定であった                                    |
| 三潴郡 | 大木町   |        | 「大木」 の文字を図案化したもの                                          | 1959年1月     | 色は赤色・白色・緑色が指定されている                      |
| 八女郡 | 広川町   |        | 「ヒ」を鳥の姿に図案化したもの                                           | 1965年12月1日 | 色は緑色と青色が指定されている 制定前は未制定であった     |
| 田川郡 | 香春町   |        | 香春岳三山（一の岳・二の岳・三の岳）を表し、「かわら」と表したもの       | 1958年8月     |                                                           |
| 田川郡 | 添田町   |        | 「ソエ田」を図案化し、カシの葉を配したもの                               | 1920年1月29日 |                                                           |
| 田川郡 | 糸田町   |        | 「糸田」を図案化し、黒い部分は石炭を表したもの                           | 1951年3月     |                                                           |
| 田川郡 | 川崎町   |        | 中央部は「川」・尖部は「さき」を表したもの                               | 1988年3月10日 | 2代目の町章である                                         |
| 田川郡 | 大任町   |        | 「大」を鷹が羽ばたく姿に表したもの                                       | 1980年12月    |                                                           |
| 田川郡 | 赤村     |        | 「赤」を図案化したもの                                                   | 1984年10月1日 | 2代目の村章である                                         |
| 田川郡 | 福智町   |        | 「F」と福智山を意匠化したもの                                            | 2006年3月6日  | 色は緑色と水色が指定されている                            |
| 京都郡 | 苅田町   |        | 「苅」を図案化したもの                                                   | 1955年1月1日  |                                                           |
| 京都郡 | みやこ町 |        | 「ミ」を基にしたもの                                                     | 2006年3月20日 | 色は青色・橙色・緑色が指定されている                      |
| 築上郡 | 吉富町   |        | 「よし」を図案化したもの                                                 | 1982年5月19日 | 2代目の町章である                                         |
| 築上郡 | 上毛町   |        | 「毛」を意匠化したもの                                                   | 2005年10月1日 | 色は赤色・青色・緑色が指定されている                      |
| 築上郡 | 築上町   |        | 「ち」を難問の課題を達成する人を想像したもの                             | 2005年11月2日 | 色は緑色が指定されている                                  |

## 廃止された市町村章

### 20世紀
| 市郡   | 町村     | 市町村章         | 由来                                                                           | 制定日              | 廃止日        | 備考 |
| ------ | -------- | ---------------- | ------------------------------------------------------------------------------ | ------------------- | ------------- | --- |
| 門司市 |          |                  | 「門司」を図案化したもの                                                       | 不明                | 1921年4月5日  | 初代の市章である |
| 八幡市 |          |                  | 八つの日章旗を表したもの                                                       | 1903年9月24日       | 1922年        | 八幡町章として制定され、市制施行後に初代の市章として制定される 色で表す場合は中央の小円内は青色・日の丸を黒色・旗の地色を水色・旗竿は黒白が指定されている 当時の八幡町長である池田常三郎の作品である |
| 直方市 |          |                  | 不明                                                                           | 1925年6月           | 1932年7月26日 | 初代の市章である |
| 田川郡 | 赤池町   |                  | 三種の神器の内、八咫鏡を表したもの                                             | 1928年              | 1951年        | 上野村章として制定され、赤池町に改称かつ町制後に継承された |
| 小倉市 |          |                  | 「小」を三階菱にして変形したもの                                               | 1900年4月1日        | 1963年2月1日  | 小倉町章（制定日不明）として制定され、市制施行後に継承された |
| 門司市 |          |                  | 「門」を日本海・関門海峡・瀬戸内海の「波」にし、内側は錨を表したもの           | 1921年4月5日        | 1963年2月1日  | 2代目の市章である |
| 戸畑市 |          |                  | 「戸」を丸くして図案化したもの                                                 | 1924年9月1日        | 1963年2月1日  | 戸畑町章（制定日不明）時に制定され、市制施行後に継承された |
| 八幡市 |          |                  | 八つの日章旗を表したもの                                                       | 1922年              | 1963年2月1日  | 2代目の市章である |
| 若松市 |          |                  | 「ワカ」を図案化したもの                                                       | 1918年4月5日        | 1963年2月1日  | |
| 浮羽郡 | 吉井町   |                  | 不明                                                                           | 不明                | 1965年10月1日 | 初代の町章である |
| 三潴郡 | 筑邦町   |                  | 不明                                                                           | 不明                | 1967年2月1日  | |
| 三井郡 | 善導寺町 | 作成されていない | 作成されていない                                                               | 作成されていない    | 1967年4月1日  | |
| 京都郡 | 犀川町   |                  | 不明                                                                           | 不明                | 1966年10月1日 | 初代の町章である |
| 浮羽郡 | 浮羽町   |                  | 不明                                                                           | 不明                | 1968年6月     | 初代の町章である |
| 田川郡 | 赤池町   |                  | 「赤池」を配し、周辺は簡明を目的として鳳凰にし、それを囲んだもの               | 1951年11月10日      | 1973年9月25日 | 2代目の町章である |
| 糟屋郡 | 志賀町   |                  | 博多湾と日本海の波頭を表し、「し」を示したもの                                 | 調査中              | 1971年4月5日  | 町制施行と同時に制定された |
| 糟屋郡 | 古賀町   |                  | 不明                                                                           | 不明                | 1971年7月8日  | 初代の町章である |
| 早良郡 | 早良町   | 作成されていない | 作成されていない                                                               | 作成されていない    | 1975年3月1日  | |
| 糟屋郡 | 篠栗町   |                  | 不明                                                                           | 不明                | 1975年11月    | 初代の町章である |
| 築上郡 | 吉富町   |                  | 不明                                                                           | 1962年1月1日        | 1982年5月19日 | 初代の町章である |
| 田川郡 | 赤村     |                  | 真ん中に「赤」を配し、その周囲に六つの「ラ」を図案化し、六つの部落を表したもの | 1928年 （月日不明） | 1984年10月1日 | 初代の村章である |
| 宗像郡 | 津屋崎町 |                  | 不明                                                                           | 不明                | 1987年7月1日  | 初代の町章である |
| 田川郡 | 川崎町   |                  | 真ん中は「川」にし、その周囲に三つの「キ」を配したもの                         | 1938年8月           | 1988年3月10日 | 初代の町章である |
| 京都郡 | 犀川町   |                  | 「犀」を図案化したもの                                                         | 1966年10月1日       | 1993年2月1日  | 2代目の町章である |

### 21世紀
| 市郡   | 町村     | 市町村章 | 由来 | 制定日                           | 廃止日         | 備考                                                                                     |
| ------ | -------- | -------- | --- | -------------------------------- | -------------- | ---------------------------------------------------------------------------------------- |
| 宗像市 |          |          | 「宗」を意匠化したもの | 1966年2月                        | 2003年4月1日   | 宗像町章として制定され、市制施行後に継承された 制定前は未制定であった 初代の市章である   |
| 宗像郡 | 玄海町   |          | 「玄」を「カ」の装飾文字五つ（い）で囲み、「げんかい」を読み、図案化したもの                                                         | 1966年                           | 2003年4月1日   | 制定前は未制定であった                                                                   |
| 宗像郡 | 福間町   |          | 全体は「フク」を図案化し、九つの「フ」が組み合わされ、その内三つの「フ」は旧・福間町・神興村・上西郷村の合併を象徴したもの           | 1968年7月1日                     | 2005年1月24日  | 制定前は未制定であった                                                                   |
| 宗像郡 | 津屋崎町 |          | 「つ」を八つ組み合わせたもの | 1987年7月1日                     | 2005年1月24日  | 2代目の町章である                                                                        |
| 三井郡 | 北野町   |          | 「北」を平和のシンボルであるハト（トリ）の形に表し、図案化したもの                                                                   | 1959年                           | 2005年2月5日   |                                                                                          |
| 三潴郡 | 三潴町   |          | 「み」を翼型に図案化し、外円は町の発展と円満を表したもの                                                                             | 1966年                           | 2005年2月5日   | 制定前は未制定であった                                                                   |
| 三潴郡 | 城島町   |          | 「じ」を簡単にして図案化したもの | 1965年10月9日                    | 2005年2月5日   | 制定前は未制定であった                                                                   |
| 浮羽郡 | 田主丸町 |          | 「田主丸」を意匠化したもの | 1964年                           | 2005年2月5日   | 制定前は未制定であった                                                                   |
| 浮羽郡 | 吉井町   |          | 「吉」を鳩の翼の形に図案化したもの                                                                                                   | 1965年10月1日                    | 2005年3月20日  | 2代目の町章である                                                                        |
| 浮羽郡 | 浮羽町   |          | 「う」を果実の形に図案化したもの | 1968年6月                        | 2005年3月20日  | 2代目の町章である                                                                        |
| 柳川市 |          |          | 「や」をヤナギの形に図案化したもの                                                                                                   | 1956年2月2日                     | 2005年3月21日  | 初代の市章である                                                                         |
| 山門郡 | 三橋町   |          | 「み」を形どったもの | 1967年                           | 2005年3月21日  |                                                                                          |
| 山門郡 | 大和町   |          | 「や」を図案化したもの | 1966年9月                        | 2005年3月21日  |                                                                                          |
| 朝倉郡 | 夜須町   |          | 中心部の円は穀物を表し、「す」を配したもの                                                                                           | 1971年                           | 2005年3月22日  |                                                                                          |
| 朝倉郡 | 三輪町   |          | 「三」を丸くし、それで三輪を表したもの                                                                                               | 1971年3月                        | 2005年3月22日  |                                                                                          |
| 宗像郡 | 大島村   |          | 「大」を玄界灘の荒波で表して図案化したもの                                                                                           | 1976年6月1日                     | 2005年3月28日  |                                                                                          |
| 朝倉郡 | 小石原村 |          | 「小」をスギを想像し、図案化したもの                                                                                                 | 1982年                           | 2005年3月28日  | 色は青色と緑色が指定されている                                                           |
| 朝倉郡 | 宝珠山村 |          | 「宝」を宝珠（円）の形に図案化したもの                                                                                               | 1963年8月                        | 2005年3月28日  |                                                                                          |
| 築上郡 | 大平村   |          | 「大平」を図案化したもの | 1957年                           | 2005年10月11日 |                                                                                          |
| 築上郡 | 新吉富村 |          | 「シンヨシ」を図案化したもの | 1978年6月                        | 2005年10月11日 | 制定前は未制定であった                                                                   |
| 築上郡 | 椎田町   |          | 四つの「イ」で「椎」・全体で「田」を円形に表したもの                                                                                 | 1961年9月                        | 2006年1月10日  |                                                                                          |
| 築上郡 | 築城町   |          | 「ツイキ」を組み合わせて図案化したもの                                                                                               | 1971年1月                        | 2006年1月10日  | 1962年1月1日以前には存在していた                                                         |
| 鞍手郡 | 若宮町   |          | 「ワ」を下向き半円で「カ」を半円と上の横線で現し、全体が「宮（）」の字を形どっているもの                                             | 1956年9月21日                    | 2006年2月11日  |                                                                                          |
| 鞍手郡 | 宮田町   |          | 三つの「ヤ」を組み合わせて想像したもの                                                                                               | 1928年10月27日                   | 2006年2月11日  |                                                                                          |
| 田川郡 | 赤池町   |          | 「あ」を円形に図案化したもの | 1973年9月25日                    | 2006年3月6日   | 名誉町民の一人がデザインしたものである 3代目の町章である                                 |
| 田川郡 | 金田町   |          | 「金田」を図案化したもの | 不明                             | 2006年3月6日   | 1973年1月1日以前には存在していた                                                         |
| 田川郡 | 方城町   |          | 「方」を図案化し、中央部の三角はボタ山と植林を表したもの                                                                             | 1973年7月                        | 2006年3月6日   | 色は緑色が指定されている                                                                 |
| 甘木市 |          |          | 「甘木」を二重の円形で表したもの | 1954年4月1日                     | 2006年3月20日  |                                                                                          |
| 朝倉郡 | 朝倉町   |          | 「アサ倉」を三角形の形に表したもの                                                                                                   | 1956年1月                        | 2006年3月20日  | 朝倉村章として制定され、町制施行後に継承された                                           |
| 朝倉郡 | 杷木町   |          | 「ハ」を円形にし、「キ」を両翼の形にしたもの                                                                                         | 1981年4月                        | 2006年3月20日  | 制定前は未制定であった                                                                   |
| 京都郡 | 犀川町   |          | 全体的に太い横棒で「さ」を図案化し、三本の線は今川・祓川・本庄池を表したもの                                                         | 1993年2月1日                     | 2006年3月20日  | 色は緑色が指定されている 1993年5月に再制定される 3代目の町章である                       |
| 京都郡 | 豊津町   |          | 三階菱の中に四つの「ト」を配したもの                                                                                                 | 1972年                           | 2006年3月20日  | 1962年1月1日以前には存在していた                                                         |
| 京都郡 | 勝山町   |          | 「カツ山」を図案化したもの | 1988年1月29日                    | 2006年3月20日  | 1962年1月1日以前には存在していた                                                         |
| 嘉穂郡 | 筑穂町   |          | 「チクホ」を配列して図案化したもの                                                                                                   | 1955年3月31日                    | 2006年3月26日  |                                                                                          |
| 嘉穂郡 | 穂波町   |          | 「ホナミ」を図案化したもの | 1982年10月31日                   | 2006年3月26日  | 穂波村制時の1921年に村章として制定され、町制施行後に継承され、1982年10月31日に告示された |
| 嘉穂郡 | 庄内町   |          | 「庄内」を図案化したもの | 1958年11月1日 （便宜的な制定日） | 2006年3月26日  | 庄内村章（制定日不明）として制定されかつ作者は不明である                                 |
| 嘉穂郡 | 頴田町   |          | 円の中に「カイタ」を入れ、「イ」は上を向き全身を表し、図案化したもの                                                                 | 1959年1月1日 （便宜的な制定日）  | 2006年3月26日  | 頴田村章として（制定日不明）と制定され、町制施行後に継承された                           |
| 山田市 |          |          | 「山田」を図案化したもの | 1954年4月1日                     | 2006年3月27日  | 1938年4月に山田町章として制定され、市制施行後に継承され、1973年12月28日に再制定された    |
| 嘉穂郡 | 稲築町   |          | 全体は「イナツキ」であり、円形の切れた上の左側は「イ」・右側は「ナ」・円形内の扇三本の線が「ツ」・中央縦・横の線が「キ」を表したもの | 1937年                           | 2006年3月27日  | 稲築村章として制定されていたものを町制施行後に継承された                                 |
| 嘉穂郡 | 碓井町   |          | 「ウ」を象ったもの | 1958年12月                       | 2006年3月27日  | 色は黄金色が指定されている                                                               |
| 嘉穂郡 | 嘉穂町   |          | 「カ」を力強く図案化したもの | 1968年6月1日                     | 2006年3月27日  | 制定前は未制定であった                                                                   |
| 八女郡 | 上陽町   |          | 「上」を図案化したもの | 1968年4月1日                     | 2006年10月1日  | 制定前は未制定であった                                                                   |
| 山門郡 | 瀬高町   |          | 「セ」を図案化したもの | 1966年9月30日                    | 2007年1月29日  | 制定前は未制定であった                                                                   |
| 山門郡 | 山川町   |          | 「山川」を蜜柑の形に表したもの | 1972年8月                        | 2007年1月29日  | 色は蔕部分は緑色・果肉部分は橙色が指定されている                                         |
| 三池郡 | 高田町   |          | 「た」を図案化したもの | 1970年4月                        | 2007年1月29日  |                                                                                          |
| 前原市 |          |          | 「マ」を表したもの | 1957年3月29日                    | 2010年1月1日   | 前原町章として制定され、市制施行後に継承された                                           |
| 糸島郡 | 二丈町   |          | 「2」を表し、三角形と三本の筋を配したもの                                                                                            | 1955年11月                       | 2010年1月1日   | 二丈村章として制定され、町制施行後に継承された                                           |
| 糸島郡 | 志摩町   |          | 「志」を便化し、図案化したもの | 1955年6月                        | 2010年1月1日   | 1965年3月12日に再制定された 志摩村章として制定され、町制施行後に継承された               |
| 八女郡 | 黒木町   |          | 「クロギ」を鳩が羽ばたく形に図案化したもの                                                                                           | 1963年12月10日                   | 2010年2月1日   | 制定前は未制定であった                                                                   |
| 八女郡 | 立花町   |          | 「立」と蜜柑を図案化したもの | 1955年4月1日                     | 2010年2月1日   |                                                                                          |
| 八女郡 | 矢部村   |          | 全体は翼を表し、「矢」の古文字である「夫」を図案化し、「矢」を意味している                                                           | 1968年11月                       | 2010年2月1日   |                                                                                          |
| 八女郡 | 星野村   |          | 「ほ」を意匠化したもの | 1972年3月10日                    | 2010年2月1日   |                                                                                          |

### 書籍
- 小学館辞典編集部 編『図典 日本の市町村章』（初版第1刷）小学館、2007年1月10日。ISBN 4095263113。
- 近藤春夫『都市の紋章 : 一名・自治体の徽章』行水社、1915年。NDLJP:955061
- 中川幸也『シリーズ人間とシンボル第2号「都市の旗と紋章」』中川ケミカル、1987年10月11日。
- 丹羽基二『日本の市章 （西日本）』保育社、1984年5月5日。
- 望月政治『都章道章府章県章市章のすべて』日本出版貿易株式会社、1973年7月7日。
- NHK情報ネットワーク『NHKふるさとデータブック9 [九州 1]』日本放送協会、1992年5月1日。

### 都道府県書籍
- 福岡県『福岡県市町村合併史』福岡県、1962年1月1日。
- 福岡県総務部県政情報課『ふくおかふるさと再発見』福岡県総務部県政情報課、1988年3月1日。

### パンフレット
- 杷木町役場『杷木町30周年記念誌』福岡県朝倉郡杷木町、1981年。

### 自治体書籍

#### 福岡地方
- 旧・宗像市役所『旧・宗像市例規集』福岡県宗像市。
- 玄海町役場『玄海町例規集』福岡県玄海町。
- 玄海町町誌編纂委員会『玄海町誌』福岡県宗像郡玄海町、1979年。
- 大島村役場・大島村公民館『広報おおしま昭和48年7年9月〜平成6年11月』福岡県宗像郡大島村、2005年。
- 大島村教育委員会『大島村史』福岡県宗像郡大島村、1985年。
- やさしい福間町史刊行委員会『やさしい福間町の歴史』福岡県宗像郡福間町、2003年3月。
- 津屋崎町役場『津屋崎町例規集』福岡県宗像郡津屋崎町、2003年3月。
- 小石原村役場『小石原村百年のあゆみ』福岡県朝倉郡小石原村、1989年11月。
- 小石原村『小石原村誌』福岡県朝倉郡小石原村、2001年3月。
- 宝珠山村役場『宝珠山村例規集』福岡県朝倉郡宝珠山村。
- 朝倉町教育委員会『朝倉町誌』福岡県朝倉郡朝倉町、1986年3月。
- 杷木町役場『広報はきまち 昭和55年4月1日号』福岡県朝倉郡杷木町、1980年4月1日。
- 夜須町史編纂委員会『夜須町史』福岡県朝倉郡夜須町、1991年。
- 三輪町史刊行委員会『三輪町史』福岡県朝倉郡三輪町、2001年。
- 志賀町役場『志賀町制要覧』福岡県糟屋郡志賀町、1969年。

#### 北九州地方
- 門司市役所総務部総務課『門司市勢要覧 昭和36年版』福岡県門司市、1962年3月。
- 小倉市役所調査課『小倉市勢要覧 昭和30年版』福岡県小倉市、1955年。
- 小倉市役所『戸畑市史 第二集』福岡県戸畑市、1961年3月。
- 若松市総務部庶務課統計広報係『若松市勢要覧 昭和37年版』福岡県若松市、1963年。
- 犀川町誌編集委員会『犀川町誌』福岡県京都郡犀川町、1994年3月。
- 犀川町役場『広報さいがわ 平成5年2月1日号』福岡県京都郡犀川町、1993年2月1日。
- 犀川町役場『犀川町勢要覧1986』福岡県京都郡犀川町、1986年。
- 犀川町役場『犀川町勢要覧1993』福岡県京都郡犀川町、1993年。
- 豊津町誌編集委員会『豊津町誌』福岡県京都郡豊津町、1985年。
- 勝山町史編集委員会『勝山町史 下巻』福岡県京都郡勝山町、2006年3月。
- 総合学習副読本「わたしたちのまち　水巻」編纂委員会編集『わたしたちのまち　水巻:総合学習副読本』福岡県遠賀郡水巻町、2008年3月。

#### 筑後地方
- 北野町町誌編纂委員会『北野町誌』福岡県三井郡北野町、1991年。
- 三潴町町誌編纂委員会『三潴町誌』福岡県三潴郡三潴町、1985年。
- 城島町町誌編纂委員会『城島町誌』福岡県三潴郡城島町、1998年3月。

#### 筑豊地方
- 方城町役場『広報ほうじょう 昭和48年10月1日号』福岡県田川郡方城町、1973年10月1日。
- 赤池町史編纂委員会『赤池町史』福岡県田川郡赤池町、1977年。
- 穂波町役場『穂波町勢要覧 1987年度 穂波町町制施行30周年記念』福岡県嘉穂郡穂波町、1987年11月3日。
- 穂波町役場『穂波町例規集』福岡県嘉穂郡穂波町。